# Thrombozytopathie

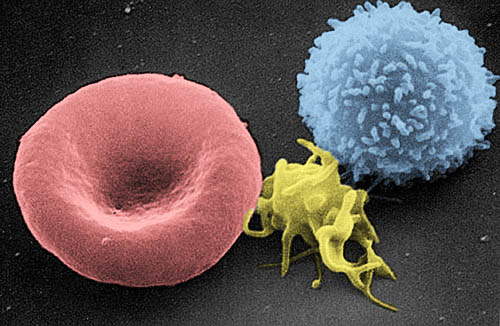
Von links nach rechts: Erythrozyt (rotes Blutkörperchen), Thrombozyt (aktiviert) und Leukozyt

Eine Thrombozytopathie, auch Thrombopathie genannt, ist eine Funktionsstörung der Thrombozyten (Blutplättchen).

## Beschreibung
Die Funktionsstörung der Thrombozyten kann sich durch Aggregation, Ausbreitung oder Adhäsion äußern. Die Anzahl der Thrombozyten ist dagegen normal oder nur geringfügig verändert (Abgrenzung zur Thrombozytopenie). Eine Thrombozytopathie ist eine spezielle Form einer hämorrhagischen Diathese.
Thrombozyten sind Zellbestandteile im Blut, die bei der Blutgerinnung eine wichtige Rolle spielen. Entsprechend führt eine Thrombozytopathie zu einer erhöhten Bereitschaft für Blutungen, wie beispielsweise Nasenbluten, Zahnfleischbluten, lange blutende Schnittverletzungen. Auch petechiale Blutungen sind möglich. Die Schleimhautblutungszeit ist verlängert.
Für eine Thrombozytopathie können sowohl exogene (äußere) als auch endogene (innere) Einflüsse verantwortlich sein.

## Exogene Ursachen
Eine Reihe von Medikamenten, wie beispielsweise Acetylsalicylsäure, Diclofenac, Heparin, Penicillin sowie verschiedene Antidepressiva beeinträchtigen die Thrombozytenfunktion.

## Endogene Ursachen
Eine Reihe erblich bedingter Syndrome können die Ursache für eine Thrombozytopathie sein
- Willebrand-Jürgens-Syndrom (eher Koagulopathie)
- Bernard-Soulier-Syndrom[1]
- Glanzmann-Thrombasthenie (Hereditäre Thrombasthenie)
- Storage pool disease (Verminderung der dichten Granula mit Störung der irreversiblen Thrombozytenaggregation); Typ I (d-Granula), Typ II (a-Granula), Typ III (d- und a-Granula)
- Riesenplättchenthrombozytopathie (fehlende Bindungsstelle für von Willebrand Faktor)
- Aspirin-like Defekt

## Therapie
Eine Therapie erfolgt in der Regel nur bei klinischer Indikation, beispielsweise mit Desmopressin.